# 科爾維爾 (愛荷華州)
科爾維爾（英語：Coalville）是位於美國愛荷華州韋伯斯特縣的一個人口普查指定地區。

## 人口
根據2010年美國人口普查的數據，科爾維爾的面積為5.85平方千米，當中陸地面積為5.65平方千米，而水域面積為0.20平方千米。當地共有人口651人，而人口密度為每平方千米111.28人。